# 共助2
，是一部2022年上映的韓國動作片，由《海賊：汪洋爭霸》、《喜马拉雅》的導演李石勳執導。該片為2017年電影《機密同盟》的續集，由玄彬、柳海真、林潤娥、丹尼爾·海尼及陳善圭主演，於2022年9月7日在韓國上映，台灣、香港及澳門上映時間確定為2022年9月8日。

## 劇情介紹
為了追捕藏匿在南韓的國際犯罪組織，北韓刑警任鐵零（玄彬飾）投入新的共同搜查任務。而南韓刑警姜鎮泰（柳海真飾）則在搜查中因發生失誤而被調至網路搜查隊，為了回到廣域搜查隊，鎮泰自願擔任鐵零的夥伴。再次遇見鐵零的敏英（潤娥飾）又重燃對他的愛意。雖然鐵零與鎮泰對彼此心存懷疑，但仍展開十分像樣的搜查行動。就在他們終於找到犯罪組織首腦張明俊（陳善圭飾）的藏身之處時，來自美國的FBI探員傑克（丹尼爾·海尼飾）突然出現在他們面前……！依舊令人辛酸的南韓刑警；一樣傑出的北韓刑警；來自FBI的美國刑警，因各自的目的而團結一心的他們，將展開刺激的共同搜查行動！

## 演員陣容

### 主要人物
- 玄彬 飾演 任鐵零，被派遣前往南韓的朝鲜刑警，特種精銳部隊出身。
- 柳海真 飾演 姜鎮泰，韓國刑警，姜娟雅的父親。
- 潤娥 飾演 朴敏英，姜鎮泰的小姨子。
- 丹尼爾·海尼 飾演 傑克，聯邦調查局特工。
- 陳善圭 飾演 張明俊，朝鲜犯罪組織的頭目。

### 其他人物
- 張榮男 飾演 朴昭妍，姜鎮泰的妻子。
- 朴勳 飾演 朴上尉
- 林成宰 飾演 金上士
- 尹尚華 飾演 金哲秀
- 朴敏荷 飾演 姜娟雅，姜鎮泰的女兒。
- 全國煥 飾演 元亨術
- 全裴修 飾演 金正澤
- 李海英 飾演 表班長
- 徐東沅 飾演 徐警官
- 李勝勳 飾演 吳德
- 李濟延 飾演 宗久
- 朴亨洙 飾演 國家情報院特工
- 李敏芝 飾演 善皓，國家情報院特工。
- 朴鐘煥 飾演 趙社長
- 約翰·D·麥可斯 飾演 FBI局長
- 金重熙 飾演 電信詐騙組織組長
- 崔東九 飾演 電信詐騙組織組員
- 金景植 飾演 漢江公園警察
- 李東勇 飾演 公寓報案
- 禹正國 飾演 小鬍子
- 金泰鄉 飾演 夜店組長
- 金哲允 飾演 綁架的下屬
- 鄭瑞律 飾演 潛水橋上的小孩子
- 鄭潤廈 飾演 韓光成的妻子
- 金德重 飾演 飾演 鰻魚店情侶探員

### 特別出演
- 金元海 飾演 謝爾蓋
- 趙達煥 飾演 韓光成

## 製作
2020年8月24日，據報導玄彬和柳海真正在為回歸出演《共助2》進行洽談。8月26日，據報導丹尼爾·海尼正在為加入演員陣容進行洽談。8月28日，據報導林潤娥正在為回歸出演《共助2》進行洽談。2021年1月22日，玄彬、劉海鎮、林潤娥和丹尼爾·海尼確定出演《共助2》，而陳善圭加入演員陣容。2月13日，主演們進行劇本閱讀。2月16日，朴敏荷確定回歸出演《共助2》。2月19日，朴亨洙加入演員陣容。2月26日，李敏芝加入演員陣容。

### 拍攝
主體拍攝於2021年2月18日開始進行，並於同年6月13日殺青。

## 票房
《機密同盟2》首映當日觀影人次累計為21.6萬入場人次，票房收逾22億韓圜，迅速登上單日票房冠軍。上映第3天，突破100萬觀影人次，票房收逾105億韓圜。首週票房突破累積觀影人次300萬人，票房收逾366億韓圜。超越《機密同盟》上映時的首周票房115萬觀影人次。次週觀影人次累計為490萬人次，票房收逾507億韓圜；截至10月27日為止，已累積6,923,959觀影人次，累積票房為705億韓圜。

## 評價及反應
本片在韓國電影入口網站均獲得高度評價，NAVERMOVIE觀眾評分高達8.21分、Daum電影則為8.2分，CGV電影院觀眾滿意度高達97%。

## 獎項與提名
| 年份 | 頒獎典禮         | 獎項       | 入圍者      | 結果 |
| ---- | ---------------- | ---------- | ----------- | ---- |
| 2022 | 第43屆青龍電影獎 | 最佳女主角 | 潤娥        | 提名 |
| 2022 | 第43屆青龍電影獎 | 最佳男配角 | 丹尼爾·海尼 | 提名 |
| 2022 | 第58屆大鐘獎     | 最佳女配角 | 潤娥        | 獲獎 |

## 外部連結
- NAVER上《共助2》的資料
- Daum上《共助2》的資料

- 韩国电影数据库（KMDb）上《共助2》的資料
- 互联网电影数据库（IMDb）上《秘密任務2：International》的资料（英文）
- 豆瓣电影上《共助2》的資料 （简体中文）